# 마귀숟갈버섯목
마귀숟갈버섯목(Lichinales)은 자낭균류에 속하는 진균류 목의 하나이다. 마귀숟갈버섯강(Lichinomycetes)은 유일 목으로 종의 대부분이 지의류이다. 2004년에 기술되었다. 4개 과로 이루어져 있다.

## 하위 분류
- Gloeoheppiaceae
- Heppiaceae
- Lichinaceae
- Peltulaceae